# Borawe
Borawe – wieś sołecka w Polsce położona w województwie mazowieckim, w powiecie ostrołęckim, w gminie Rzekuń.
W miejscowości znajduje się kościół, który jest siedzibą parafii Matki Bożej Częstochowskiej. 

## Historia
W 1827 r. była to wieś rządowa. Było tu 37 domów i 243 mieszkańców.
W latach 1921–1939 wieś leżała w województwie białostockim, w powiecie łomżyńskim, w gminie Rzekuń.
Według Powszechnego Spisu Ludności z 1921 roku wieś zamieszkiwało 660 osób, 640 było wyznania rzymskokatolickiego, 20 mojżeszowego. Jednocześnie 655 mieszkańców zadeklarowało polską przynależność narodową a 5 żydowską. Było tu 108 budynków mieszkalnych. Miejscowość należała do parafii rzymskokatolickiej w m. Rzekuń. Podlegała pod Sąd Grodzki w Ostrołęce i Okręgowy w Łomży; właściwy urząd pocztowy mieścił się w Rzekuniach.
W 1929 był tu jeden kowal i szewc.
W wyniku napaści ZSRR na Polskę we wrześniu 1939 miejscowość znalazła się pod okupacją sowiecką. Od czerwca 1941 roku pod okupacją niemiecką. Od 22 lipca 1941 do 1945 włączona w skład Landkreis Scharfenwiese Regierungsbezirk Zichenau (rejencji ciechanowskiej) III Rzeszy.
W latach 1954–1959 wieś należała i była siedzibą władz gromady Borawe, po jej zniesieniu w gromadzie Rzekuń. W latach 1975–1998 miejscowość administracyjnie należała do województwa ostrołęckiego.
W 2011 r. wieś zamieszkiwało 918 osób.